# Genesius (Oper)
Genesius ist eine Oper in drei Akten des Komponisten Felix Weingartner; für das Libretto zeichnete Hans Herrig unter Verwendung seines Dramas „Geminianus“ verantwortlich.

## Handlung

### 1. Akt – Felsige Höhle bei Rom
Eine Gruppe Christen versammelt sich in einer Höhle zum heimlichen Gebet. Der Greis Cyprianus warnt die christliche Gemeinde vor Kaiser Diokletian. Anschließend spricht er vertraulich mit Pelagia, die den Schauspieler Genesius liebt. Dieser hatte sich heimlich unter die Gruppe Betender gemischt und tritt – als er das Geständnis Pelagias hört – erfreut vor. Er will, um Pelagia heiraten zu können, unbedingt zum christlichen Glauben konvertieren. Bevor Pelagia darauf antworten kann, weist ihn Cyprianus zurück. Seiner Meinung nach darf man seinen Glauben nicht den gerade nötigen Umständen anpassen. Da sich in dieser Diskussion um Liebe und Glaube Pelagia auf die Seite von Cyprianus stellt, wendet sich Genesius ab und schwört ihnen seine Rache.
Verwandlung – Großer freier Platz in Rom mit einem Wirtshaus
Verblendet in seinem Größenwahn lässt sich Kaiser Diokletian von seinem Volk als Gott verehren. Genesius entdeckt unter den Anwesenden den alten Cyprianus und holt ihn an den Opferplatz. Als sich Cyprianus weigert, fremden Göttern zu huldigen, verrät ihn Genesius als Christ und drängt auf dessen Verhaftung. Da erscheint Pelagia und stellt sich Cyprianus zur Seite. Als sie erkennt, wer der Anstifter dieses Verrats ist, wendet sie sich von Genesius ab und will mit ihrem väterlichen Freund den Tod erleiden. Genesius erkennt zu spät, was er angerichtet hat und versucht, wenigstens Pelagia zu retten.

### 2. Akt – Die kaiserlichen Gärten
Kaiser Diokletian ist auf die junge Pelagia aufmerksam geworden. Vergeblich versucht er, sie für sich einzunehmen. Als diese sich der kaiserlichen Zudringlichkeiten nicht mehr zu erwehren weiß, beginnt sie zu beten. Plötzlich wird sie von einem Sonnenstrahl umgeben und Kaiser Diokletian stürzt besinnungslos zu Boden. Sofort eilen Soldaten und Bedienstete herbei, verhaften Pelagia und kümmern sich um den Kaiser. Von diesem Moment an ist Diokletian verwirrt und leidet unter Wahnvorstellungen. Um ihn auf andere Gedanken zu bringen, soll ein Schauspiel aufgeführt werden. Die Hauptrolle soll des Kaisers bester Schauspieler spielen – Genesius.
Dieser hat sich inzwischen Mut angetrunken und tritt, obwohl ihn die Sängerin Claudia warnt, als „Phoebus Apollo“ vor seinen Kaiser. Genesius unterbricht den Monolog des Dichters und berichtet von seiner Seelenqual; er will für das von ihm begangene Verbrechen an Pelagia und Cyprianus büßen. Als er beginnt, den Gott der Christen zu preisen, geraten die anwesenden Bediensteten und Soldaten in Panik. Das nun entstehende Chaos überschreit der geistig verwirrte Schauspieler immer wieder mit den Worten „Die Hände bindet mir! – Führt mich zum Tode hin! – Ich bin ein Christ!“ Kaiser Diokletian verurteilt Genesius kurzerhand zum Tode und lässt ihn abführen.

### 3. Akt – Der kaiserliche Kerker
Erschöpft liegt Pelagia schlafend auf dem Boden. Daneben sitzt, ebenfalls angekettet, Genesius und sinnt über seine Taten. Da öffnet sich die Kerkertür und Claudia tritt ein. In ihrer Liebe zu Genesius hat sie die Wachen bestochen, um ihn noch einmal zu sehen. Pelagia erwacht und erfährt erfreut, dass sich Genesius nun aus tiefsten Herzen zum Christentum bekannt hat. Claudia überreicht Pelagia einen Ring, der den Wachen als Geheimzeichen gilt. Mit diesem Ring könnte sie nun zusammen mit Genesius entfliehen und mit ihm verbunden, im christlichen Glauben leben. Dieser jedoch erinnert sie an die noch eingekerkerten Glaubensgenossen und an die ewige Seligkeit im Paradies. Pelagia sieht ein, was sie ihrem Glauben schuldig ist und drängt Genesius, sich mit Cyprianus zu versöhnen. Gefasst schreiten Cyprianus, Genesius und Pelagia nun ihrem Tod entgegen.

## Entstehung und Rezeption
Weingartner war vor allem als Dirigent und Kapellmeister bekannt, auch wenn er sich selbst mindestens ebenso sehr als Komponist sah. Sein Genesius gehört inhaltlich und stilistisch zu einer Reihe von Opern, die seinerzeit in enger Anlehnung an Wagner geschrieben wurden: Guntram von Richard Strauss (1894), Le roi d’Ys von Édouard Lalo (1895), Der arme Heinrich von Hans Pfitzner (1895), Homerische Welt von August Bungert (1896–1903) und L’Étranger von Vincent d’Indy (1903). Alle diese Werke konnten schon seinerzeit kaum Fuß fassen und sind heute praktisch aus dem Repertoire verschwunden. In der „morbiden Glorifizierung des Todes“ steht der Genesius am ehesten der Wagner-Oper Tristan und Isolde nahe.